# Душанка Савић Павићевић
Др Душанка Савић Павићевић (Котор, 19. јануар 1972) редовна је професорка на Биолошком факултету Универзитета у Београду.

## Биографија
Душанка Савић Павићевић је рођена 19. јануара 1972. године у Котору. Основну и средњу школу је завршила у Бару, а студије у Београду. Студије Молекуларне биологије и физиологије је завршила 1998. године на Биолошком факултету у Београду, где је и магистрирала 2000. године одбраном рада под насловом „Молекуларна генетика миотоничне дистрофијеː интергенерацијска и соматска нестабилност броја CTG поновака у MtPK гену”. Године 2004. одбранила је докторску тезу под називом „Компаративна анализа HD гена код врста различите еволуционе старости”.
Запослена је на Катедри за биохемију и молекуларну биологију на Биолошком факултету од 2000. године па до данас. Од 2001. године је одабрана у звање асистента на предмету Молекуларна биологија еукариота, а од 2005. године у звање доцента за ужу научну област Биохемија и молекуларна биологија. У периоду од 2010. до 2017. године је била ванредни професор, а од 2017. године је одабрана у звање редовног професора.
Руководилац је Центра за хуману молекуларну генетику Биолошког факултета Универзитета у Београду, где остварује своју стручну и научну делатност у сарадњи са Клиником за неурологију, Клиником за психијатрију и Клиником за неурологију и психијатрију за децу и омладину Клиничког центра Србије. Чланица је Програмског одбора програма Биологија Истраживачке станице Петница и Уређивачког одбора Архива биолошких наука. Заменица је председнице Српског друштва за молекуларну биологију. Чланица је Друштва генетичара Србије, Друштва за науронауке Србије, Надзорног одбора Српске мреже за неуромишићне болести (NMD Serb-Net), Српског савета за мозак (SSM), ФЕНС-а (енгл. Federation of European Neurosciences - FENS) и PROSTATSERBIA (део Prostate Cancer Association Group to Investigate Cancer Associated Alterations in the Genome).
Од 2011. године је Вештак из области Биологија за ужу специјалност ДНК вештачења, форензичка генетика, по одлуци Министарства правде Републике Србије.

## Научни рад
Душанка се бави истраживањима из области хумане молекуларне генетике. У почетку је своје интересовање усмерила ка динамичким мутацијама и болестима нестабилних експанзија поновака, да би касније интересовање проширила на неуролошке и неуромишићне болести и изучавање генетичке основе карцинома и психијатријских обољења, итд. Тренутно се претежно бави истраживањима везаним за наследне неуромишићне болести (фокус на Дишеновој мишићној дистрофији, спиналној мишићној дистрофији и миотоничној дистрофији) и психијатријска обољења. Истраживања је усмерила и ка генетичкој основи других полигенски детерминисаних болести човека попут идиопатског стерилитета код мушкараца и карцинома простате.